# Liège (tartomány)
Liège tartomány (francia; vallonul: Lidje; hollandul: Luik; németül Lüttich) Belgium, illetve Vallónia legkeletibb tartománya, ahol jelentős számú német kisebbség él, a Németországgal és Luxembourggal közös határ menti térségben. A tartomány északon a belga Limburg tartománnyal és Hollandiával, keleten Németországgal és Luxembourggal, délen a belga Luxembourg és Namur, nyugaton Vallon-Brabant és Flamand-Brabant tartományokkal határos.
Székhelye Liège városa. A tartomány területe 3844 km² amely négy adminisztratív körzetre, ún. arrondissements-re van felosztva, amelyekben összesen 84 települési önkormányzat található

## A tartomány kormányzóinak listája
- 1830 - 1831:   Etienne de Sauvage (liberális)
- 1831 - 1832:   Jean-François Tielemans (liberális)
- 1832 - 1844:   Charles van den Steen de Jehay
- 1844 - 1846:   Henri de Brouckère (liberális)
- 1846 - 1847:   Edmond de la Coste (liberális)
- 1847 - 1863:   Ferdinand de Macar (liberális)
- 1863 - 1882:   Charles de Luesemans (liberális)
- 1882 - 1908:   Léon Pety de Thozée
- 1908 - 1919:   Henry Delvaux de Fenffe (Katolikus párt)
- 1919 - 1927:   Gaston Gregoire (liberális)
- 1927 - 1937:   Henri Pirard
- 1937 - 1943:   Jules Mathieu
- 1944 - 1953:   Joseph Leclercq (PSB)
- 1953 - 1971:   Pierre Clerdent (PRL)
- 1992 - 1990:   Gilbert Mottard (PS)
- 1990 - 2004:   Paul Bolland
- 2004 - napjainkig: Michel Foret (MR)

## A tartomány közigazgatási felosztása
A tartományban 4 járás található:

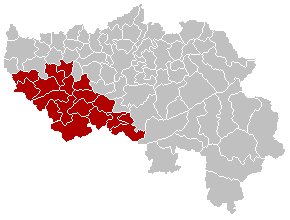
Huy
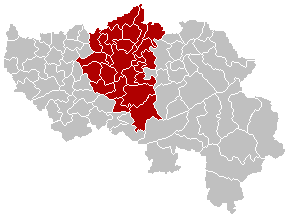
Liège
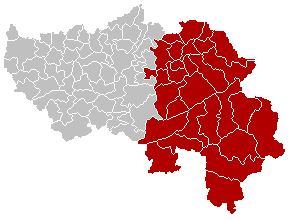
Verviers
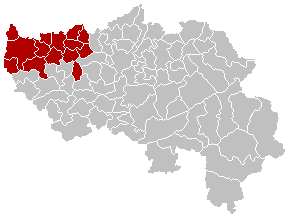
Waremme

## Helyi és települési önkormányzatok

Liège tartomány önkormányzatai

A belga közigazgatási rendszernek megfelelően egyes helyi önkormányzatok egy várost képviselnek, míg több kisebb település esetén szokásos összevont önkormányzatot (ún. section de commune) üzemeltetni. A városi rangot viselő önkormányzatok neve mellett zárójelben a (város) megnevezés látható.
| 1. Amay 2. Amel 3. Ans 4. Anthisnes 5. Aubel 6. Awans 7. Aywaille 8. Baelen 9. Bassenge 10. Berloz 11. Beyne-Heusay 12. Blegny 13. Braives 14. Büllingen 15. Burdinne 16. Burg-Reuland 17. Bütgenbach 18. Chaudfontaine 19. Clavier 20. Comblain-au-Pont 21. Crisnée 22. Dalhem 23. Dison 24. Donceel 25. Engis 26. Esneux 27. Eupen (város) 28. Faimes | 29. Ferrières 30. Fexhe-le-Haut-Clocher 31. Flémalle 32. Fléron 33. Geer 34. Grâce-Hollogne 35. Hamoir 36. Hannut (város) 37. Héron 38. Herstal 39. Herve (város) 40. Huy (város) 41. Jalhay 42. Juprelle 43. Kelmis 44. Liège (város) 45. Lierneux 46. Limbourg (város) 47. Lincent 48. Lontzen 49. Malmedy (város) 50. Marchin 51. Modave 52. Nandrin 53. Neupré 54. Olne 55. Oreye 56. Ouffet | 57. Oupeye 58. Pepinster 59. Plombières 60. Raeren 61. Remicourt 62. Saint-Georges-sur-Meuse 63. Saint-Nicolas 64. Sankt Vith (város) 65. Seraing (város) 66. Soumagne 67. Spa (város) 68. Sprimont 69. Stavelot (város) 70. Stoumont 71. Theux 72. Thimister-Clermont 73. Tinlot 74. Trois-Ponts 75. Trooz 76. Verlaine 77. Verviers (város) 78. Villers-le-Bouillet 79. Visé (város) 80. Waimes 81. Wanze 82. Waremme (város) 83. Wasseiges 84. Welkenraedt |